# Aita Tettauen
Aita Tettauen fue la sexta novela de la cuarta serie de los Episodios nacionales de Benito Pérez Galdós, escrita en Madrid entre octubre de 1904 y enero de 1905. Es el primero de un ciclo de tres episodios relacionados con la política exterior española en la segunda mitad del siglo xix. Francisco Márquez Villanueva –en su edición de 2004– lo define como «un alegato pacifista contra lo irracional de toda guerra y su incompatibilidad con la esencia
de las religiones reveladas».
El propio Galdós, que para la construcción de este episodio, Galdós viajó a Tetuán y Tánger, lo calificó como el episodio más difícil de escribir, «debido a su complejidad argumental». Trama y acción histórica giran en torno a la primera de las guerras de España en África, "guerras de prestigio" promovidas por políticos y militares como los generales O'Donnell, Zabala, Ros de Olano y Prim. Tras más de dos meses de marcha por la costa, que ocasionaron numerosas pérdidas humanas para ambos bandos, el ejército español tomó Tetuán y entabló conversaciones de paz con el sultán, que pronto se vieron truncadas. La guerra acabó tras la batalla de Wad Ras y la firma del tratado del mismo nombre. La victoria afianzó el gobierno de O'Donnell y la presencia española en el norte de África.
Algunos galdosistas han destacado el estudio que el autor hizo de la lengua judeoespañola conservada por algunas zonas del Norte de África y que reflejó en los personajes judíos de la novela.
Entre los personajes inventados por Galdós (la judía Yohar y su padre, Riomesta, acaudalado mercader) se mezclan personas reales como Pedro Antonio de Alarcón, escritor y periodista de guerra, o el caudillo Muley el-Abbás, que en la novela queda retratado por un personaje musulmán (Sidi El Hach Mohammed Ben Sur El Nasiry) en estos términos:

Alabanzas a Dios Misericordioso, que ayer ordenó el movimiento de nuestros Ejércitos. Queriendo ver de cerca la gloria del Islam, me agregué al séquito del victorioso Muley El Abbás... El día era hermoso, día dispuesto por Allah con todo esplendor de luces y limpieza de ambiente para que el triunfo fuera más visible en la tierra y en el cielo. Muy temprano vino del campo español ruido de salvas. Nadie sabía la razón de aquel cañoneo; yo, que por mis aficiones al estudio entiendo un poquito de la historia de nuestros enemigos, expliqué el suceso brevemente. El día de ayer corresponde a un día en que los cristianos aclaman y santifican a los reyes suyos que se llamaron Alfonsos, y al Príncipe heredero de la Corona, que también lleva este nombre... Desde que oyeron las salvas querían nuestros valientes guerreros lanzarse a destruir el fuerte que los hispanos construían; mas el General tuvo especial empeño en contenerlos, a fin de madurar el plan de ataque, y disponer las fuerzas del modo más conveniente para quitar a los españoles el fuerte. No cesaba de mirar al campo y a las posiciones de ellos, como si con sus ojos asistidos del catalejo quisiera medir las distancias, y anticipar los pasos de unos y otros. Yo admiraba su celo por la causa de la fe, y la paciencia que ponía en ordenar sabiamente sus disposiciones. Por fin, al filo de mediodía soltó El-Abbás la gente de a pie que se abalanzó contra la izquierda de los españoles, y mientras estos respondían al ataque avanzando hacia nosotros, nuestra Caballería se lanzó como tempestad para embestir por su flanco derecho a los infieles. ¡Qué hermosa carrera la de tantos hombres a caballo, enardecidos y locos de ira contra la usurpación! Caballo y jinete parecían en cada uno de una sola pieza, y en esta un corazón ardiente irradiaba el fuego de la pasión guerrera. Nunca vi Caballería más fiera y gallarda. ¡Loor...! La paz sea con el que sigue el buen camino.
Tercera parte. Capítulo I: Tettauen, mes de Rayab de 1276 (Galdós, 1905)